# Gunnar Dahmén
Gunnar Dahmén, född 7 maj 1909, död 2 juli 2000, var en svensk präst och radioman.
Gunnar Dahmén föddes i Halmstad där han avlade studentexamen 1929. Han utbildade sig vid Lunds universitet och var under en tid på 1930-talet studentkårens ordförande. I Lund studerade han teologi och avlade kandidatexamen 1933 och licentiatexamen 1939. Under studietiden medverkade han bland annat som skribent i Sydsvenska Dagbladet och var aktiv i Kristliga studentförbundet. 
År 1939 började han arbeta på Sjömanskyrkan i London. Han prästvigdes 1942 och var bland annat sjömanspräst i London 1942–1951, innan han blev programtjänsteman och känd som "radioprästen", vid Sveriges radio 1952 och vid Sveriges television 1969. På båda posterna hade Dahmén hand om livsåskådningsprogram. Han var också en aktiv författare och har givit ut ett flertal böcker med anknytning till religiös utövning. Dahmén blev hovpredikant 1966.